# Christian Heinrich Ernst Bischoff
Christoph Heinrich Ernst Bischoff, (Hannover (Baixa Saxònia), 14 de setembre, 1781 - Bonn (Nord-Westfàlia), 5 de març, 1861), va ser un metge i farmacòleg alemany.

## Biografia
Christoph Heinrich Ernst Bischoff era fill del comerciant del Calenberg Neustadt a Hannover Johann Georg Friedrich Bischoff (1750–1804) i de la seva dona Louise Margaretha Elise, de soltera Bock. Christoph Heinrich Ernst Bischoff va estudiar medicina amb Christoph Wilhelm Hufeland a la Universitat de Jena i es va doctorar a Jena el 1801 amb la seva tesi De usu galvanismi in arte medica. Després va treballar com a assistent de Christoph Wilhelm Hufeland a Berlín abans de ser nomenat professor de fisiologia a la facultat de medicina quirúrgica el 1804. El 1805 va anar a Barmen com a físic de districte i el 1808 es va fer càrrec del districte d'Elberfeld. El 1813 va esdevenir cirurgià d'estat major del Gran Ducal Berger i el 1814 cirurgià d'estat major a l'hospital de campanya del 5è Cos d'exèrcit a l'Alt Rin.
L'octubre de 1818 va ser nomenat professor de farmacologia i medicina estatal a la Universitat de Bonn, recentment fundada el 18 d'octubre de 1818, on va romandre més de quaranta anys fins a la seva mort el 1861, però no va donar cap conferència en els últims anys. uns quants anys més.
Christoph Heinrich Ernst Bischoff, que va ser nomenat Conseller Privat Reial Prussian, va romandre influenciat durant tota la seva vida per la filosofia natural de Schelling, que el seu mestre Friedrich Schelling li havia ensenyat a Jena. Tanmateix, els seus escrits encara són el focus d'algunes crítiques molt massives avui a causa del seu propi estil d'escriure. Ja el 1816, el cirurgià general prussià August Ferdinand Wasserfuhr va publicar els seus primers comentaris crítics sobre el text sobre la naturalesa curativa dels exèrcits alemanys, publicat el 1815.
Christoph Heinrich Ernst Bischoff el 1095 va ser acceptat com a membre de l'Acadèmia Alemanya de Ciències Naturals Leopoldina amb el sobrenom acadèmic Aristòbul I.
Pels seus serveis va rebre l'Ordre de Santa Anna, de segona classe.
Durant els seus estudis i la seva etapa com a ajudant de Christoph Wilhelm Hufeland, Christoph Heinrich Ernst Bischoff va tenir una relació amb la seva dona Juliane (1771–1845), de soltera Amelung, que venia de Weißenbach al Rhön i era filla del pastor Gotthelf Hieronymus Amelung (1742–1800) i la seva dona Helene Juliane (1747–1822), de soltera Thon. Després d'un matrimoni de 18 anys amb set fills, Juliane Hufeland es va separar de Christoph Wilhelm Hufeland perquè l'any 1806, com a metge personal, va acompanyar la reina Luisa de Prússia quan ella fugia de l'avanç de les tropes napoleòniques a Königsberg sense portar la seva pròpia dona i els seus fills a un lloc segur. Es va divorciar i va tenir un fill l'octubre de 1807, el posterior fisiòleg Theodor Ludwig Wilhelm Bischoff. El 7 de maig de 1809, Christoph Heinrich Ernst Bischoff i Juliane Amelung, divorciats Hufeland, es van casar a Hähnlein, on, després de separar-se del seu marit, Juliane havia rebut l'antiga propietat de Hainer Hof, que havia adquirit anteriorment el 1797 per 30.000 florins, i establir la seva residència.
Un any després de la mort de la seva dona Juliane, el 9 de març de 1846, es va casar amb Arnoldine Henriette Stein (1810–després de 1861), filla del professor de Bonn Georg Wilhelm Stein i la seva dona Wilhelmine Elisabeth, de soltera Prollius.